# Adolf Pokorny
Adolf Pokorny (26. července 1895 Vídeň – ?) byl dermatolog a doktor medicíny spoluobžalovaný v tzv. lékařském procesu. Narodil se ve Vídni, ale kvůli častým přesunům od svého otce, rakousko-uherského armádního důstojníka, žila rodina mimo jiné v Čechách, Haliči a Bosně. Před mnichovskou dohodou měl československé občanství.

## Život
Pokorny se účastnil od března 1915 do září 1918 první světové války. Několikrát se vyznamenal v boji a dosáhl hodnosti Leutnant (poručík).
22. března 1922 dokončil svůj medicínský doktorát a získal licenci. Po dvou letech klinických zkoušek si otevřel praxi v Chomutově, kde se specializoval na kožní a pohlavně přenosné nemoci. Jeho přihláška k NSDAP byla odmítnuta v roce 1939, protože byl předtím ženatý s židovskou lékařkou Lilly Weilovou s kterou měl dvě děti, syna Thomase (1929) a dceru Lottu (1926), které byly z bezpečnostních důvodů přesunuty do Anglie před začátkem druhé světové války, později emigrovaly i s matkou do Brazílie. Rozvedl se v dubnu 1935.
Během 2. světové války Pokorny pracoval jako lékařský důstojník německých ozbrojených sil v nemocnici v Hohenstein-Ernstthalu. V říjnu 1941 poslal dopis Himmlerovi, který působil jako říšský politický komisař pro posílení německé etnické rezervy (Reichskommissar für die Festigung deutschen Volkstums, RKFDV). Podle jeho vlastních slov „Vedený myšlenkou, že nepřítel musí být nejen poražen, ale musí být zničen“, navrhl experimenty nucené sterilizace u lidí s použitím jihoamerické rostliny známé jako Seffine Dieffenbachia (nebo Caladium seguinum). Bylo to založeno na objevu Gerharda Madause (1890–1942), že šťáva této rostliny způsobuje u zvířat trvalou sterilitu. Doporučil, aby se „tři miliony bolševických zajatců s bydlištěm v Německu“ používali jako morčata k ověření účinnosti tohoto postupu a tím se zabránilo „reprodukci“. Aby podpořil projekt, doporučil Himmlerovi, aby okamžitě začal pěstovat rostliny a zabránil dalším publikacím Madause, aby neupozornil „nepřítele“ na osud těchto plodin. Himmler instruoval Oswalda Pohla a Ernsta-Roberta Grawitze, aby analyzovali životaschopnost projektu. Bylo brzy zjištěno, že kvůli klimatickým podmínkám by rostlina nerostla rychle a v dostatečném množství, aby mohla být hromadně používána. Ačkoli byl projekt vyřazen z plánů na hromadné sterilizace, byl použit v experimentech v koncentračních táborech. V roce 1945 pracoval Pokorny na mnichovském ministerstvu zdravotnictví. Následující rok byl jedním z obžalovaných v lékařském procesu (americký vojenský soud č.1 v srpnu 1947). V rámci této skupiny se s ním zacházelo jinak, protože byl jediným, kdo nebyl členem nacistické strany, nebo zastával zodpovědné funkce. Během tohoto procesu se bránil tím, že tvrdil, že neefektivita jihoamerického závodu byla známa a že navrhl jeho použití Himmlerovi poté, co se dozvěděl o programech hromadné sterilizace pro Židy a obyvatele okupovaných území, s cílem odvrátit jej od jiných efektivnějších způsobů sterilizace. Během doktorského procesu byl jeho rozvod předložen jako důkaz jeho nepřátelství vůči „nižším rasám“. Jeho obhajoba argumentovala, že rozvod byl proveden se vzájemným souhlasem kvůli osobním rozdílům.
Soud se ho rozhodl osvobodit s následujícím argumentem: „Obhajoba kterou žalovaný použil na tento soud nepůsobila a je těžké uvěřit, že se pro napsání dopisu řídil ušlechtilými motivy, jak prohlásil. Spíše věříme, že Pokorny napsal dopis z velmi odlišných a více osobních důvodů. [...] Ačkoli návrhy uvedené v tomto dopise jsou velmi ohavné a nízké, neexistuje sebemenší důkaz, který by naznačoval, že některý z těchto kroků byl použit v lidských experimentech. Proto prohlašujeme, že obviněný musí být osvobozen, ne díky, ale navzdory obraně, kterou měl ».
Datum a místo jeho smrti nejsou známy.